# وادي بورغاردن
وادي بورغاردن هو وادٍ واسعٌ مُغطى بالجليد، يبلغ طوله حوالي 20 كم (10 أميال بحرية)، ويقع بين جبل بورغ وجبل فيتن في الجزء الشمالي الغربي من كتلة بورغ الصخرية، أرض الملكة مود. رسم رسامو الخرائط النرويجيون خرائطه من خلال مسوحات وصور جوية للبعثة النرويجية البريطانية السويدية إلى القارة القطبية الجنوبية (1949-1952)، وأطلقوا عليه اسم "بورغاردن" (فناء القلعة).